# Llista d'espais naturals protegits dels Pirineus Orientals
Llista d'espais naturals protegits del departament dels Pirineus Orientals segons la base de referència del Servei del Patrimoni Natural del Museu Nacional d'Història Natural (MNHN-SPN) responsable de la gestió del coneixement dels espais protegits.
Els diferents tipus de protecció existents, amb la indicació de la categoria de gestió UICN corresponent, són els següents:
| Protecció                  | Categoria UICN                            | Nombre d'espais |
| -------------------------- | ----------------------------------------- | --------------- |
| Reserva natural nacional   | IV (Àrea de gestió d'hàbitats o espècies) | 10              |
| Reserva natural regional   | IV (Àrea de gestió d'hàbitats o espècies) | 1               |
| Reserva biològica dirigida | IV (Àrea de gestió d'hàbitats o espècies) | 1               |
| Parc natural regional      | V (Paisatge terrestre o marí protegit)    | 1               |
| Parc natural marí          | V (Paisatge terrestre o marí protegit)    | 1               |

## Parcs naturals
| Nom                                | Protecció   | Àrea (ha) | Localització                                                                             | Codi      | Imatge |
| ---------------------------------- | ----------- | --------- | ---------------------------------------------------------------------------------------- | --------- | --- |
| Parc natural del Pirineu Català    | PN regional | 139.062   | Alta Cerdanya, Capcir i part del Conflent 42° 32′ N, 2° 08′ E / 42.54°N,2.14°E           | FR8000044 | {{ca\|Parc natural del Pirineu Català}} · {{WLE-AD-ES\|FR8000044}} · {{Object location dec\|42.54\|2.14\|region:FR-66_type:forest_dim:70000_source:cawiki}} · [[Categoria:Parc naturel régional des Pyrénées catalanes]] |
| Parc natural marí del Golf de Lleó | PN marí     | 401.904   | Tot el litoral, entre la Punta de l'Ocell i Leucata 42° 42′ N, 3° 29′ E / 42.70°N,3.48°E | FR9100003 | {{ca\|Parc natural marí del Golf de Lleó}} · {{WLE-AD-ES\|FR9100003}} · {{Object location dec\|42.70\|3.48\|region:FR-66_type:waterbody_dim:50000_source:cawiki}} · [[Categoria:Landscapes of Pyrénées-Orientales]]      |

## Reserves naturals
| Nom                                   | Protecció                     | Àrea (ha) | Localització | Codi      | Imatge |
| ------------------------------------- | ----------------------------- | --------- | --- | --------- | --- |
| Bosc de la Maçana                     | RN nacional                   | 336       | Argelers Entre el coll de la Maçana i la Torre de la Maçana 42° 28′ 42″ N, 3° 01′ 26″ E / 42.4782°N,3.0240°E                                        | FR3600006 | {{ca\|Bosc de la Maçana}} · {{WLE-AD-ES\|FR3600006}} · {{Object location dec\|42.4782\|3.0240\|region:FR-66_type:forest_dim:4000_source:cawiki}} · [[Categoria:Forêt de la Massane]]                                                          |
| Reserva del Mas Larrieu               | RN nacional                   | 145       | Argelers, Elna Desembocadura del Tec 42° 35′ 14″ N, 3° 02′ 26″ E / 42.5873°N,3.0405°E                                                               | FR3600070 | {{ca\|Reserva del Mas Larrieu}} · {{WLE-AD-ES\|FR3600070}} · {{Object location dec\|42.5873\|3.0405\|region:FR-66_type:forest_dim:2600_source:cawiki}} · [[Categoria:Réserve naturelle nationale du Mas Larrieu]]                             |
| Reserva de Pi de Conflent             | RN nacional PN Pirineu Català | 3.929,9   | Pi de Conflent Valls de la Ribera de Rotjà i Torrent de la Saleta 42° 28′ 12″ N, 2° 21′ 50″ E / 42.470°N,2.364°E                                    | FR3600071 | {{ca\|Reserva de Pi de Conflent}} · {{WLE-AD-ES\|FR3600071}} · {{Object location dec\|42.470\|2.364\|region:FR-66_type:forest_dim:7500_source:cawiki}} · [[Categoria:Landscapes of Pyrénées-Orientales]]                                      |
| Reserva de Mentet                     | RN nacional PN Pirineu Català | 3.028,3   | Mentet Valls de la Ribera de l'Alemany i la Ribera del Ressec 42° 27′ 07″ N, 2° 17′ 38″ E / 42.452°N,2.294°E                                        | FR3600072 | {{ca\|Reserva de Mentet}} · {{WLE-AD-ES\|FR3600072}} · {{Object location dec\|42.452\|2.294\|region:FR-66_type:forest_dim:6000_source:cawiki}} · [[Categoria:Landscapes of Pyrénées-Orientales]]                                              |
| Reserva de Prats de Molló i la Presta | RN nacional                   | 2.185,9   | Prats de Molló i la Presta Des de les fonts del Tec fins Plaguillem 42° 26′ 24″ N, 2° 23′ 09″ E / 42.4399°N,2.3859°E                                | FR3600081 | {{ca\|Reserva de Prats de Molló i la Presta}} · {{WLE-AD-ES\|FR3600081}} · {{Object location dec\|42.4399\|2.3859\|region:FR-66_type:forest_dim:12000_source:cawiki}} · [[Categoria:Réserve naturelle nationale de Prats-de-Mollo-la-Preste]] |
| Reserva de Conat                      | RN nacional PN Pirineu Català | 548,8     | Conat Estreps a la dreta del Callan 42° 36′ 18″ N, 2° 19′ 57″ E / 42.6049°N,2.3324°E                                                                | FR3600082 | {{ca\|Reserva de Conat}} · {{WLE-AD-ES\|FR3600082}} · {{Object location dec\|42.6049\|2.3324\|region:FR-66_type:forest_dim:4800_source:cawiki}} · [[Categoria:Landscapes of Pyrénées-Orientales]]                                             |
| Reserva de Jújols                     | RN nacional PN Pirineu Català | 472,4     | Jújols Estreps del sud-est del Montcoronat 42° 35′ 30″ N, 2° 16′ 37″ E / 42.5918°N,2.2769°E                                                         | FR3600083 | {{ca\|Reserva de Jújols}} · {{WLE-AD-ES\|FR3600083}} · {{Object location dec\|42.5918\|2.2769\|region:FR-66_type:forest_dim:4400_source:cawiki}} · [[Categoria:Landscapes of Pyrénées-Orientales]]                                            |
| Reserva de Noedes                     | RN nacional PN Pirineu Català | 2.137,2   | Noedes Entre el Roc Negre i la Tartera 42° 37′ 30″ N, 2° 15′ 25″ E / 42.625°N,2.257°E                                                               | FR3600084 | {{ca\|Reserva de Noedes}} · {{WLE-AD-ES\|FR3600084}} · {{Object location dec\|42.625\|2.257\|region:FR-66_type:forest_dim:9000_source:cawiki}} · [[Categoria:Réserve naturelle nationale de Nohèdes]]                                         |
| Vall d'Eina                           | RN nacional PN Pirineu Català | 1.177,3   | Eina (Pallars Jussà) 42° 26′ 21″ N, 2° 07′ 25″ E / 42.4392°N,2.1236°E                                                                               | FR3600113 | {{ca\|Vall d'Eina}} · {{WLE-AD-ES\|FR3600113}} · {{Object location dec\|42.4392\|2.1236\|region:FR-66_type:forest_dim:5600_source:cawiki}} · [[Categoria:Vallée d'Eyne]]                                                                      |
| Reserva marina de Cervera-Banyuls     | RN nacional PN Golf de Lleó   | 650       | Cervera de la Marenda, Banyuls de la Marenda Litoral entre el cap de Perafita i el port de Banyuls 42° 28′ 18″ N, 3° 09′ 54″ E / 42.4717°N,3.1649°E | FR3600009 | {{ca\|Reserva marina de Cervera-Banyuls}} · {{WLE-AD-ES\|FR3600009}} · {{Object location dec\|42.4717\|3.1649\|region:FR-66_type:waterbody_dim:4600_source:cawiki}} · [[Categoria:Landscapes of Pyrénées-Orientales]]                         |
| Reserva de Nyer                       | RN regional PN Pirineu Català | 2.192,3   | Nyer 42° 29′ 31″ N, 2° 16′ 34″ E / 42.492°N,2.276°E                                                                                                 | FR9300035 | {{ca\|Reserva de Nyer}} · {{WLE-AD-ES\|FR9300035}} · {{Object location dec\|42.492\|2.276\|region:FR-66_type:forest_dim:7000_source:cawiki}} · [[Categoria:Réserve naturelle régionale de Nyer]]                                              |
| Reserva de les Moixoses               | R. biològica dirigida         | 648,65    | Sureda Des del puig de Pradets fins al nucli de la Farga 42° 29′ 26″ N, 2° 59′ 00″ E / 42.4906°N,2.9832°E                                           | FR2300236 | {{ca\|Reserva de les Moixoses}} · {{WLE-AD-ES\|FR2300236}} · {{Object location dec\|42.4906\|2.9832\|region:FR-66_type:forest_dim:3000_source:cawiki}} · [[Categoria:Landscapes of Pyrénées-Orientales]]                                      |